# Il medium (film 1951)
La medium (The Medium) è un film del 1951 diretto da Gian Carlo Menotti, basato sull'omonima opera precedente.
Fu presentato alla Mostra di Venezia 1951 e al Festival di Cannes 1952.